# Mike Ross
Michael Avery "Mike" Ross, född 2 augusti 1961 i Texarkana, Arkansas, är en amerikansk demokratisk politiker. Han representerade delstaten Arkansas fjärde distrikt i USA:s representanthus 2001–2013.
Ross gick i skola i Hope High School i Hope i Arkansas. Han utexaminerades 1987 från University of Arkansas och var sedan verksam som affärsman. Han var ledamot av delstatens senat 1991–2000.
Ross besegrade sittande kongressledamoten Jay Dickey i kongressvalet 2000. Han omvaldes fem gånger.
I guvernörsvalet i Arkansas 2014 besegrades Ross av republikanen Asa Hutchinson.